# Pasiphila halianthes
Pasiphila halianthes är en fjärilsart som först beskrevs av Edward Meyrick 1907c.  Pasiphila halianthes ingår i släktet Pasiphila och familjen mätare. Inga underarter finns listade i Catalogue of Life.